# Vossloh G 400 B

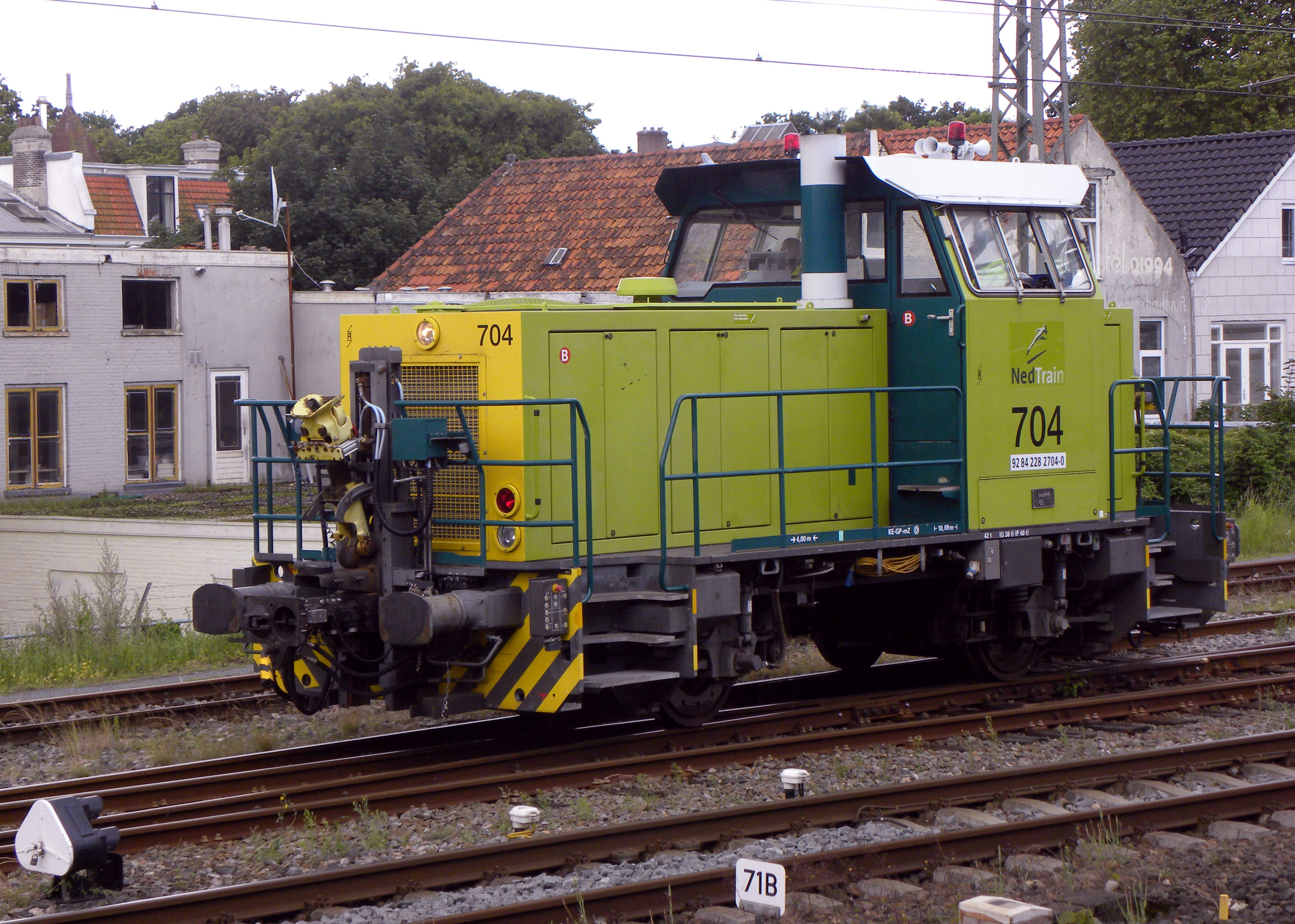
Nedtrain 704

De Vossloh G 400 B is een dieselhydraulische rangeerlocomotief, gebouwd door het Duitse Vossloh en zijn opvolger Siemens. Er zijn aan het begin van deze eeuw 13 door NS Financial Services (NSFS) besteld, en als serie 700 in dienst genomen. De eerste loc, de 701, wordt op 23 juni 2003 door Vossloh overgedragen aan NSFS.

## Geschiedenis
De locomotief is door Vossloh verder ontwikkeld uit de door Siemens gebouwde locomotieven van het type G 322.

## Constructie en techniek
De locomotief heeft een stalen frame. De dieselmotor een MTU Friedrichshafen (MTU) van het type 8V 183 TD13 met een vermogen van 390 kW. De transmissie is een Voith van het type L 2r4 zseU2. De locomotief kan ook middels afstandsbediening worden bestuurd.

### Nummers
De locomotieven werden door onderhoudsbedrijf NedTrain, nu NS Onderhoud & Service, genummerd als 701 tot en met 713.
De door Vossloh verhuurde locomotieven werden genummerd als 1001300 tot en met 1001305.